# Młyńska Droga
Młyńska Droga niem. (Mühl-Weg) – historyczna nazwa drogi leśnej w południowo-zachodniej Polsce w Masywie Śnieżnika, w gminie Stronie Śląskie (powiat kłodzki). Obecnie drogą prowadzi Bialska Pętla.

## Przebieg i opis
Droga w Sudetach Wschodnich, na obszarze Masywu Śnieżnika, prowadząca przez teren Śnieżnickiego Parku Krajobrazowego stanowi drogę częściowo lokalną i leśną przebiegającą przez Góry Bialskie. Droga prowadzi z miejscowości Stronie Śląskie przez Młynowiec do Przełęczy Dział. Droga o długość 6,7 km pokonuje różnicę wzniesień ok. 375 m. Droga początek bierze we wschodniej części Stronia Śląskiego na poz. 547 m n.p.m., a do Przełęczy Dział dochodzi na poziomie 922 m n.p.m. Droga od Stronia Śląskiego do Młynowca stanowi drogę lokalną. Od Młynowca droga wchodzi w las i od tego miejsca stanowi drogę leśną o kamienisto-żwirowej nawierzchni, prowadząc w kierunku południowo-wschodnim doliną Młynówki, północno-zachodnim podnóżem Jawornika Krowiego. Na wysokości 850 m n.p.m. na Rudych Zboczach droga skręca o 180° w kierunku północno-zachodnim, trawersując na krótkim odcinku zachodnie zbocze Jawornika Kobylicznego do Przełęczy Dział dochodzi na poziomie 922 m n.p.m.

## Historia
Drogę wybudowano w połowie XIX wieku z polecenia królewny Marianny Orańskiej, jako jedną z wielu leśnych dróg gospodarczych w dobrach klucza strońskiego należącego do królewny. W przeszłości droga miała znaczenie dla lokalnego przemysłu drzewnego i ruchu turystycznego. Była jedną z dróg leśnych w okolicy służącą głównie do wywózki drewna pozyskiwanego na terenie Gór Bialskich. W obecnym czasie droga jest prawie nieuczęszczana i zaliczana jest do zapomnianych dróg w Masywie Śnieżnika, ma jedynie znaczenie turystyczne. Droga przyjęła nazwę od miejscowości Młynowiec, do której prowadziła od Stronia Śląskiego. Obecnie nazwa drogi jest praktycznie nieużywana, zastąpiła ją nazwa Bialska Pętla.

## Turystyka
Na całej długości droga prowadzi doliną wzdłuż potoku górskiego Młynówka przez las świerkowy. Drogą prowadzi trasa rowerowa.